# Hässlebackens naturreservat
Hässlebacken är ett naturreservat i Ljungby kommun i Kronobergs län.
Reservatet omfattar 24,5 hektar och är skyddat sedan 2018. Det ligger strax söder om landsvägen mellan Ljungby och Vislanda och består av ett odlingslandskap med ängar och betesmarker.